# 诺埃尔·德米勒
诺埃尔·德米勒（法語：Noël de Mille，1909年11月29日—1995年3月6日），加拿大男子赛艇运动员。他曾代表加拿大参加1932年夏季奥林匹克运动会赛艇比赛，获得男子双人双桨铜牌。